# Nguyễn Thanh Diệp
Nguyễn Thanh Diệp (sinh ngày 6 tháng 9 năm 1991) là một cầu thủ bóng đá chuyên nghiệp người Việt Nam hiện đang thi đấu ở vị trí thủ môn trong màu áo Đông Á Thanh Hóa.

## Sự nghiệp câu lạc bộ

### Thành phố Hồ Chí Minh
Anh đến vào cuối năm 2017 để chuẩn bị thi đấu cho mùa giải 2018. Tại đây, Thanh Diệp chiếm trọn suất bắt chính, với những pha cản phá xuất sắc, góp phần vào lối chơi chung của đội.
Đến năm 2019, anh ít được ra sân hơn khi bị thủ thành Thanh Thắng chiếm suất chính thức. Kết thúc mùa giải, anh rời câu lạc bộ tìm bến đỗ mới với mong muốn thi đấu được nhiều hơn.

### Thanh Hóa
Thanh Diệp chuyển đến thi đấu cho câu lạc bộ Thanh Hóa từ mùa giải 2020. Thủ thành này sớm giành được suất bắt chính từ tay Lương Bá Sơn và trở thành chốt chặn không thể thay thế dưới các đời HLV trước đây như Fabio Lopez, Ljupko Petrovic hay bây giờ là HLV Velizar Popov. Với khả năng ra vào hiệu quả và phản xạ xuất thần, Thanh Diệp được các cổ động viên Thanh Hóa đặt niềm tin lớn trong khung gỗ. Ngoài ra, khả năng chơi chân tốt của Thanh Diệp cũng được thể hiện tốt qua các mùa giải gần đây.
Mùa giải 2022, anh thi đấu ấn tượng, đóng góp đáng kể vào thành tích chung của đội và đạt huy chương đồng cúp Quốc gia 2022.
Mùa giải 2023, anh thi đấu ngày càng ấn tượng, khả năng chơi chân phát triển đáng kể và đã lọt vào tầm mắt của huấn luyện viên tuyển Việt Nam Phillipe Troussier. Thanh Diệp thậm chí sắm vai một người điều tiết nhịp độ cho đội chủ sân Thanh Hóa khi đối thủ dâng cao gây áp lực. Không khó để tìm ra những ví dụ cho thấy sự am tường của thủ thành này trong chiến thuật tổng thể của HLV Popov tại Đông Á Thanh Hóa. Trong trận đấu gặp Hà Nội, không ít lần Thanh Diệp yêu cầu trung vệ Văn Lợi giữ vị trí của mình để toàn đội có thể thực hiện một tình huống triển khai bóng từ phần sân nhà. Thủ thành sinh năm 1991 đã có một mùa giải thành công cùng Đông Á Thanh Hóa với vị trí thứ 4 trên bảng xếp hạng V.League và chức vô địch cúp quốc gia 2023. Không chỉ dừng lại ở đó, những màn trình diễn ấn tượng ấy cũng hoàn toàn có thể giúp Thanh Diệp trở lại màu áo ĐTQG Việt Nam trong tương lai, trong bối cảnh HLV Philippe Troussier luôn dành sự ưu tiên cho những thủ môn có khả năng tham gia vào lối chơi chung của toàn đội.
Khởi đầu mùa giải 2023-24, Thanh DIệp đã có trận đấu Siêu Cúp tuyệt vời khi giành chiến thnawgs 3-1 trước Công An Hà Nội và giành chức vô địch. Đến vòng 5 V League 2023-24, anh gặp chấn thương nặng trong trận đấu giữa câu lạc bộ Đông Á Thanh Hoá và Quy Nhơn Bình Định, khiến anh không thể thi đấu và tập luyện. Sau quá trình kiểm tra y tế, các bác sĩ xác định thủ thành sinh năm 1991 đứt dây chằng đầu gối và tổn thương sụn. Anh cần khoảng 9 tháng để hồi phục và chắc chắn bỏ lỡ phần còn lại của mùa giải.

## Thống kê sự nghiệp
Tính đến 20 tháng 8 năm 2023
| Câu lạc bộ            | Mùa giải       | Giải vô địch   | Giải vô địch | Giải vô địch | Cúp Quốc gia | Cúp Quốc gia | Khác | Khác | Tổng cộng | Tổng cộng |
| Câu lạc bộ            | Mùa giải       | Hạng           | Trận         | Bàn          | Trận         | Bàn          | Trận | Bàn  | Trận      | Bàn       |
| --------------------- | -------------- | -------------- | ------------ | ------------ | ------------ | ------------ | ---- | ---- | --------- | --------- |
| Đồng Nai              | 2013           | V.League 1     | 12           | 0            | 3            | 0            | —    | —    | 15        | 0         |
| Đồng Nai              | 2014           | V.League 1     | 11           | 0            | 1            | 0            | —    | —    | 12        | 0         |
| Đồng Nai              | 2015           | V.League 1     | 20           | 0            | 3            | 0            | —    | —    | 23        | 0         |
| Đồng Nai              | Tổng cộng      | Tổng cộng      | 43           | 0            | 7            | 0            | 0    | 0    | 50        | 0         |
| XSKT Cần Thơ          | 2016           | V.League 1     | 13           | 0            | 1            | 0            | —    | —    | 14        | 0         |
| XSKT Cần Thơ          | 2017           | V.League 1     | 9            | 0            | 1            | 0            | —    | —    | 10        | 0         |
| XSKT Cần Thơ          | Tổng cộng      | Tổng cộng      | 22           | 0            | 2            | 0            | 0    | 0    | 24        | 0         |
| Thành phố Hồ Chí Minh | 2018           | V.League 1     | 18           | 0            | 2            | 0            | —    | —    | 20        | 0         |
| Thành phố Hồ Chí Minh | 2019           | V.League 1     | 6            | 0            | 3            | 0            | —    | —    | 9         | 0         |
| Thành phố Hồ Chí Minh | Tổng cộng      | Tổng cộng      | 24           | 0            | 5            | 0            | 0    | 0    | 29        | 0         |
| Đông Á Thanh Hóa      | 2020           | V.League 1     | 13           | 0            | 2            | 0            | —    | —    | 15        | 0         |
| Đông Á Thanh Hóa      | 2021           | V.League 1     | 11           | 0            | —            | —            | —    | —    | 11        | 0         |
| Đông Á Thanh Hóa      | 2022           | V.League 1     | 17           | 0            | 3            | 0            | —    | —    | 20        | 0         |
| Đông Á Thanh Hóa      | 2023           | V. League 1    | 16           | 0            | 3            | 0            | —    | —    | 19        | 0         |
| Đông Á Thanh Hóa      | 2023-24        | V. League 1    | 1            | 0            | —            | —            | 1    | 0    | 2         | 0         |
| Đông Á Thanh Hóa      | Tổng cộng      | Tổng cộng      | 58           | 0            | 8            | 0            | 1    | 0    | 66        | 0         |
| Tổng sự nghiệp        | Tổng sự nghiệp | Tổng sự nghiệp | 147          | 0            | 22           | 0            | 1    | 0    | 169       | 0         |

## Danh hiệu

### Thành phố Hồ Chí Minh
- V. League 1:

 Á quân: 2019
- Cúp Quốc gia:

 Hạng 3: 2019

### Thanh Hóa
- Cúp Quốc gia:

 Vô địch: 2023
 Hạng 3: 2022
- Siêu cúp Quốc gia:

 Vô địch: 2023